# Aero L-60 Brigadýr
De Aero L-60 Brigadýr is een Tsjechoslowaaks STOL-vliegtuig gebouwd door Aero.
De eerste vlucht vond plaats op 24 december 1953. Het toestel heeft veel weg van de Fieseler Fi 156 Storch, die in en na de Tweede Wereldoorlog in Tsjechoslowakije onder licentie als K-56 Čáp werd geproduceerd. Na het einde van de productie in 1960 waren er 273 toestellen gebouwd, inclusief de verbeterde L-160-versie.

## Specificaties
- Bemanning: 1, de piloot
- Capaciteit: 3 passagiers
- Lengte: 8,54 m
- Spanwijdte: 13,96 m
- Hoogte: 2,70 m
- Vleugeloppervlak: 24,3 m2
- Leeggewicht: 995 kg
- Max. startgewicht: 1 415 kg
- Motor: 1× Praga Doris M 208-B, 119 kW (160 pk)
- Maximumsnelheid: 193 km/h
- Vliegbereik: 900 km
- Dienstplafond: 4 500 m
- Klimsnelheid: 230 m/min

## Gebruikers

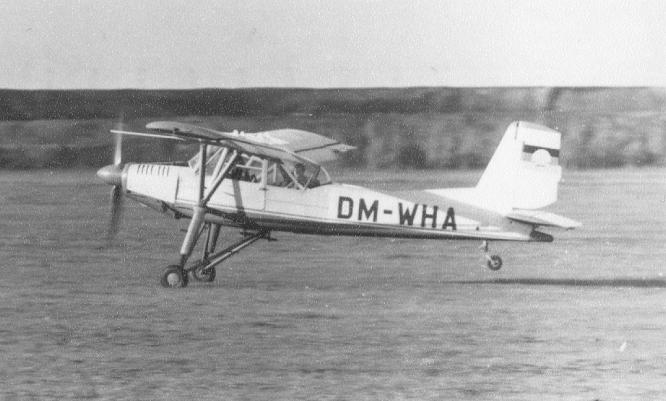
Aero L-60 (DM-WHA)

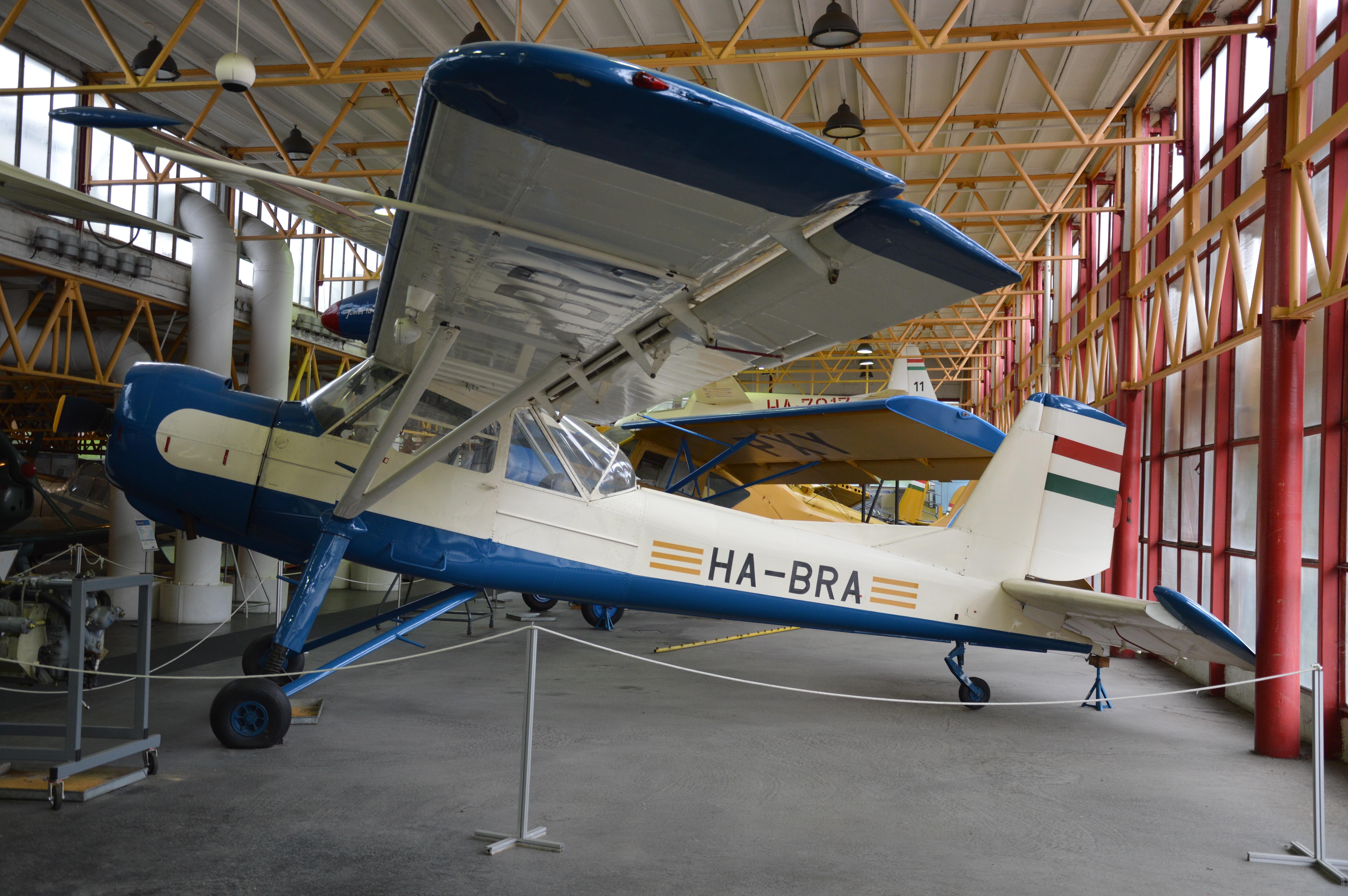
Aero L-60 Brigadýr (HA-BRA)

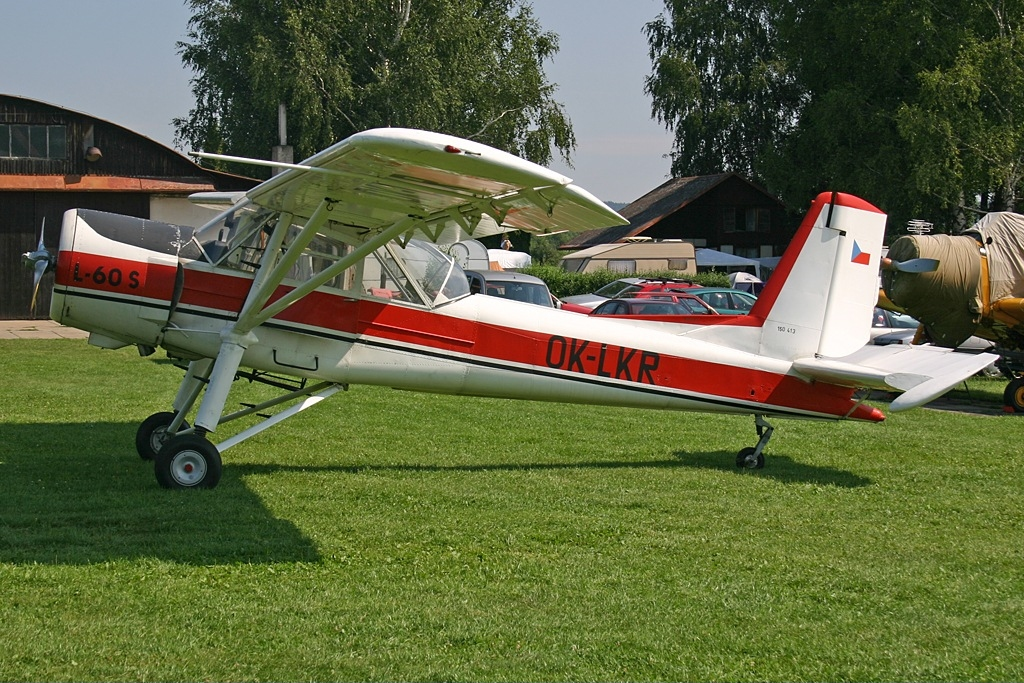
Aero L-60S Brigadýr (OK-LKR)

### Civiele gebruikers
- Argentinië
- Bulgarije
- China
- Cuba
- DDR
- Hongarije
- Joegoslavië
- Oostenrijk
- Polen
- Roemenië
- Sovjet-Unie
- Tsjechoslowakije

### Militaire gebruikers
- DDR
- Tsjechoslowakije
- Bulgarije tussen 1969 en 1983
- Egypte
- Roemenië